# Episodi di Lassie (serie televisiva 1954) (settima stagione)
Gli episodi della settima stagione di Lassie sono stati trasmessi per la prima volta negli USA tra l'11 settembre 1960 e il 28 maggio 1961. La stagione fa parte di "The Martin years" in quanto Lassie è di proprietà della famiglia Martin; è stata girata in bianco e nero.
| n° | Titolo originale          | Titolo italiano | Prima TV USA      | Prima TV Italia |
| -- | ------------------------- | --------------- | ----------------- | --------------- |
| 1  | Blacktail                 |                 | 11 settembre 1960 |                 |
| 2  | The Wallaby               |                 | 18 settembre 1960 |                 |
| 3  | Cully's New Pet           |                 | 25 settembre 1960 |                 |
| 4  | The Rescue                |                 | 2 ottobre 1960    |                 |
| 5  | Feathered Menace          |                 | 9 ottobre 1960    |                 |
| 6  | The Gentle Tiger          |                 | 16 ottobre 1960   |                 |
| 7  | The Renegade              |                 | 23 ottobre 1960   |                 |
| 8  | The Blind Dog             |                 | 30 ottobre 1960   |                 |
| 9  | The Swallows of Los Pinos |                 | 6 novembre 1960   |                 |
| 10 | Sea Serpent               |                 | 13 novembre 1960  |                 |
| 11 | Visiting Colt             |                 | 20 novembre 1960  |                 |
| 12 | Little Cabbage            |                 | 27 novembre 1960  |                 |
| 13 | The Big Race              |                 | 4 dicembre 1960   |                 |
| 14 | Bows And Arrows           |                 | 18 dicembre 1960  |                 |
| 15 | The Christmas Story       |                 | 25 dicembre 1960  |                 |
| 16 | The White-Faced Bull      |                 | 1º gennaio 1961   |                 |
| 17 | Apron Strings             |                 | 8 gennaio 1961    |                 |
| 18 | The Wild Horse            |                 | 15 gennaio 1961   |                 |
| 19 | The Mad Dog               |                 | 22 gennaio 1961   |                 |
| 20 | The Trip                  |                 | 29 gennaio 1961   |                 |
| 21 | Shadrack                  |                 | 5 febbraio 1961   |                 |
| 22 | The Patriot               |                 | 12 febbraio 1961  |                 |
| 23 | The Eagle                 |                 | 19 febbraio 1961  |                 |
| 24 | Cracker Jack              |                 | 26 febbraio 1961  |                 |
| 25 | Cully's Hound Dog         |                 | 5 marzo 1961      |                 |
| 26 | The Fire Watchers         |                 | 12 marzo 1961     |                 |
| 27 | Senor Coyote              |                 | 19 marzo 1961     |                 |
| 28 | Bessie                    |                 | 26 marzo 1961     |                 |
| 29 | The Pigeon                |                 | 2 aprile 1961     |                 |
| 30 | Long Case                 |                 | 9 aprile 1961     |                 |
| 31 | The Ostrich               |                 | 16 aprile 1961    |                 |
| 32 | Fools Gold                |                 | 23 aprile 1961    |                 |
| 33 | The Greyhound             |                 | 30 aprile 1961    |                 |
| 34 | Rodeo                     |                 | 14 maggio 1961    |                 |
| 35 | The Search                |                 | 21 maggio 1961    |                 |
| 36 | Timmy and the Martians    |                 | 28 maggio 1961    |                 |